# Santuario della Madonna delle Grazie (Palazzo Adriano)
Il Santuario della Madonna delle Grazie è un santuario sito fuori dall'abitato di Palazzo Adriano, comune italiano della città metropolitana di Palermo in Sicilia.
Praticante il rito bizantino, fu fondato nella seconda metà del '500 dagli esuli albanesi rifugiatosi nella zona dall'avanzata turca in Albania. Solitamente è retto da un'archimandrita.

## Storia
Situato su una collina, non lontano dal centro abitato, il santuario della Madonna delle Grazie, la cui costruzione risalente al 1560 è legata ad una apparizione della Madonna ad una fanciulla di 6 anni alla quale Ella indicò l'esistenza di una Sua immagine che infatti si trovò dipinta a tempera su pietra e oggi si trova nell'abside della chiesa. È il tipico santuario dedicato alla Madonna nel rito bizantino, situato fuori dall'abitato e meta di pellegrinaggio.
Chiuso al culto nel 1938, quando, per un movimento tellurico, cadde la volta, esso venne interamente restaurato e riaperto al culto con una solenne riconsacrazione il 7 giugno 1964, alla presenza dell'allora Eparca Giuseppe Perniciaro. Nell'interno, sulla parete destra, si ammirano un artistico dipinto raffigurante Santa Lucia, fatto eseguire da Francesco Licursi nel 1643, e un’altra tela, sempre di grandi dimensioni,  raffigurante San Vito megalomartire un dipinto di San Pietro. Sulla parete sinistra si trovano una nicchia che custodisce il simulacro della Madonna delle grazie, titolare del santuario e un dipinto, raffigurante Sant'Onofrio.
Nell'abside vi è infine un dipinto su pietra, raffigurante la Madonna delle Grazie; in esso la Madonna è raffigurata seduta in trono con il Figlio sulle braccia. In alto due angeli reggono una corona regale. Ai lati del dipinto vi sono due figure genuflesse, ben conservate: a destra è San Calogero mentre a sinistra San Giovanni Battista.

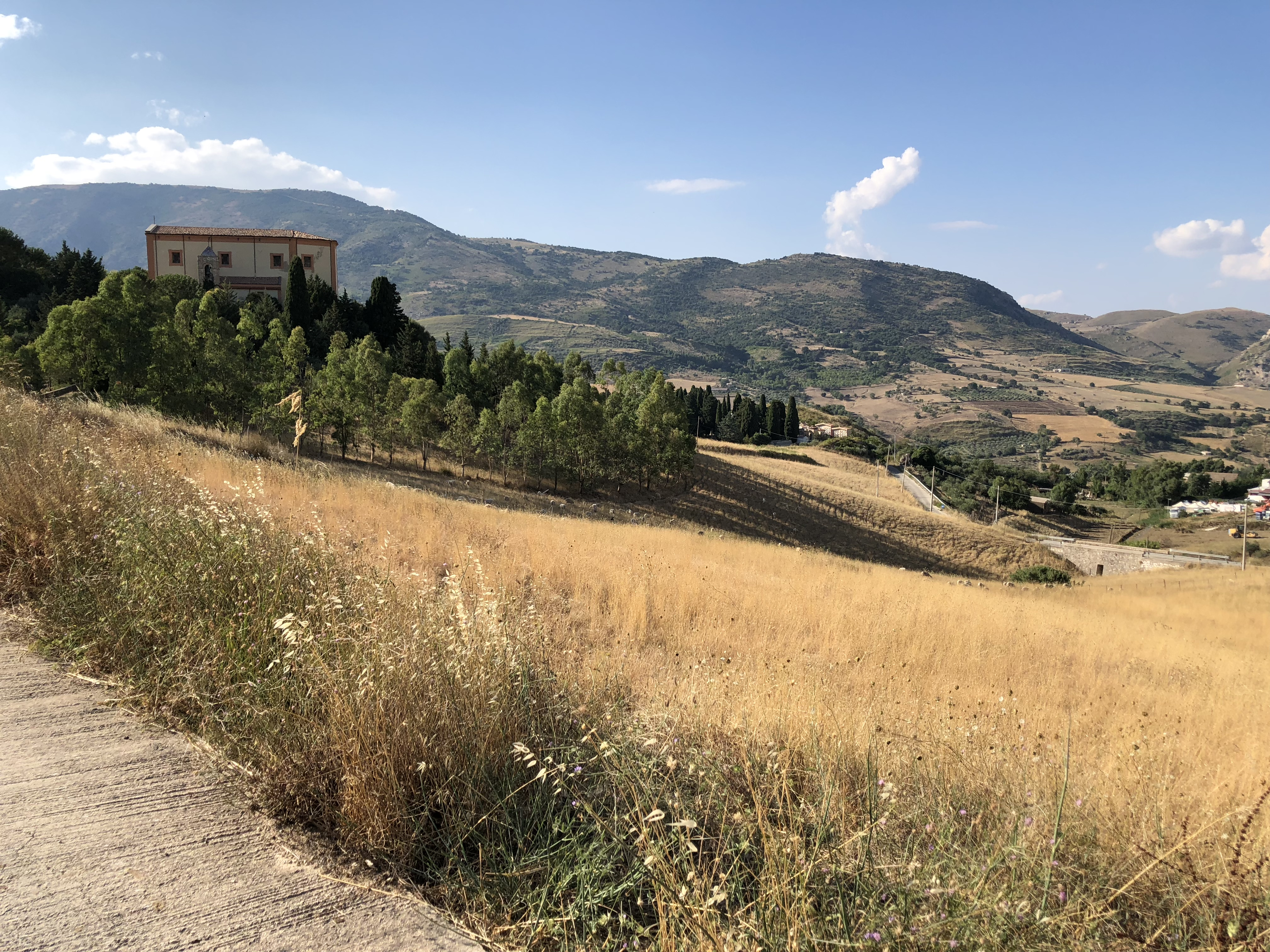
Veduta del santuario

È stato per anni chiuso per la ristrutturazione sia esterna che interna e il 4 luglio 2013 alla presenza dell’allora Amministratore apostolico di Piana Degli Albanesi, Cardinale Paolo Romeo ed a una folla di persone è stata riaperta al pubblico.

## La Cappella di Sant'Anna
Situata di fronte al Santuario della Madonna delle Grazie a Palazzo Adriano, da cento e più anni la cappella dedicata a Sant'Anna era diroccata. Nel luglio 1964 la cappella, interamente restaurata, veniva inaugurata e benedetta dall'Eparca Monsignor Giuseppe Perniciaro.
L'interno è molto semplice, dietro all'iconostasi in mattoni campeggia un grande dipinto della Madre di Dio da bambina con la Madre Sant'Anna; inoltre ci sono altre icone quali: San Pietro e Paolo e la deposizione di Cristo.

## Galleria d'immagini

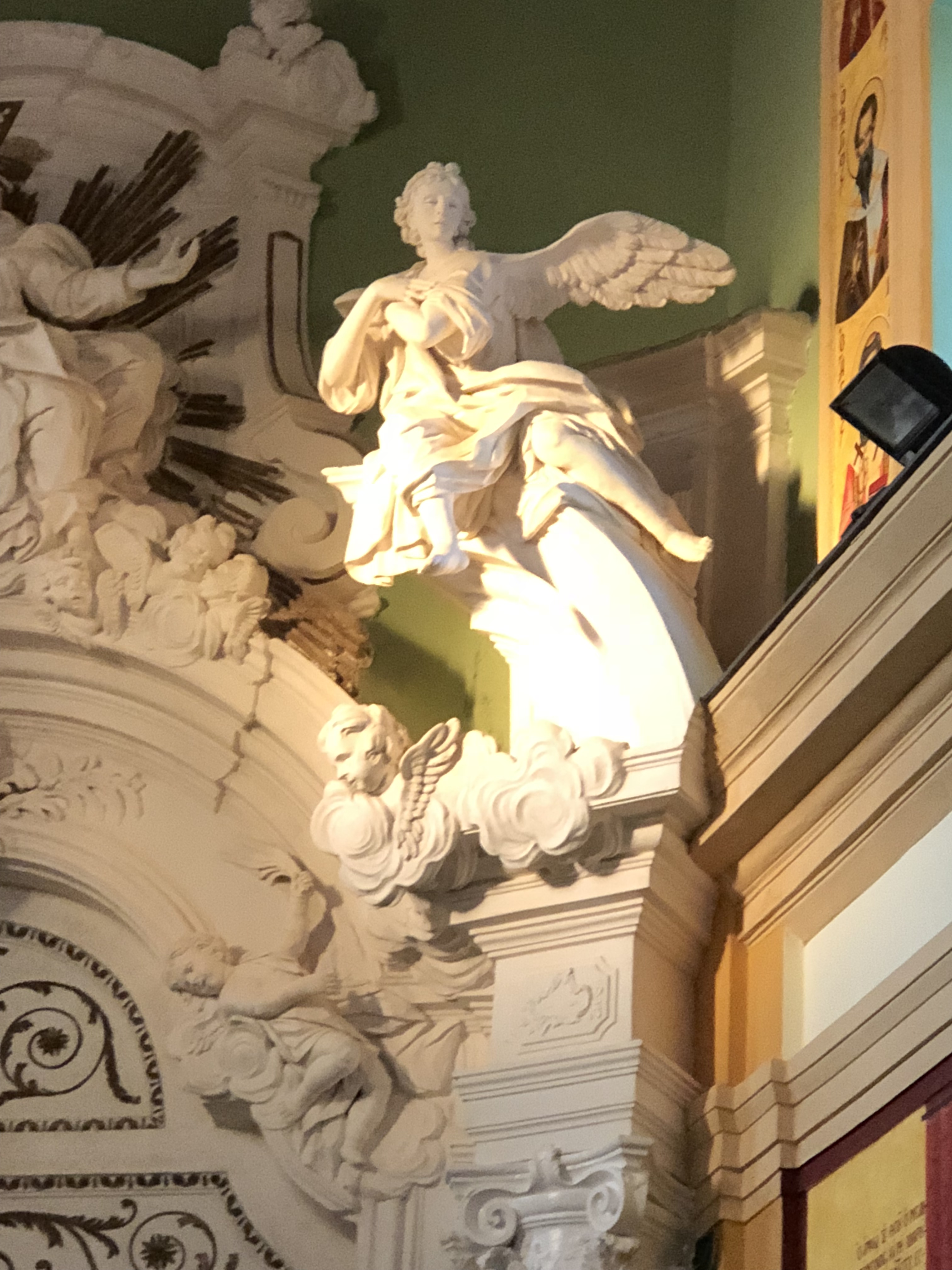
Particolare dell'altare centrale